# Heinkel HeS 3
El Heinkel HeS 3 (HeS - Heinkel Strahltriebwerk) fue el primer motor a reacción operativo en propulsar una aeronave. Diseñado por Hans von Ohain mientras trabajaba en Heinkel, el motor voló por primera vez como la principal potencia del Heinkel He 178, pilotado por Erich Warsitz el 27 de agosto de 1939. Aunque tuvo éxito, el motor tenía el empuje demasiado bajo para ser realmente útil, y el trabajo iniciado en el más poderoso HeS 8 Heinkel como su primer diseño de producción.

## Historia del proyecto

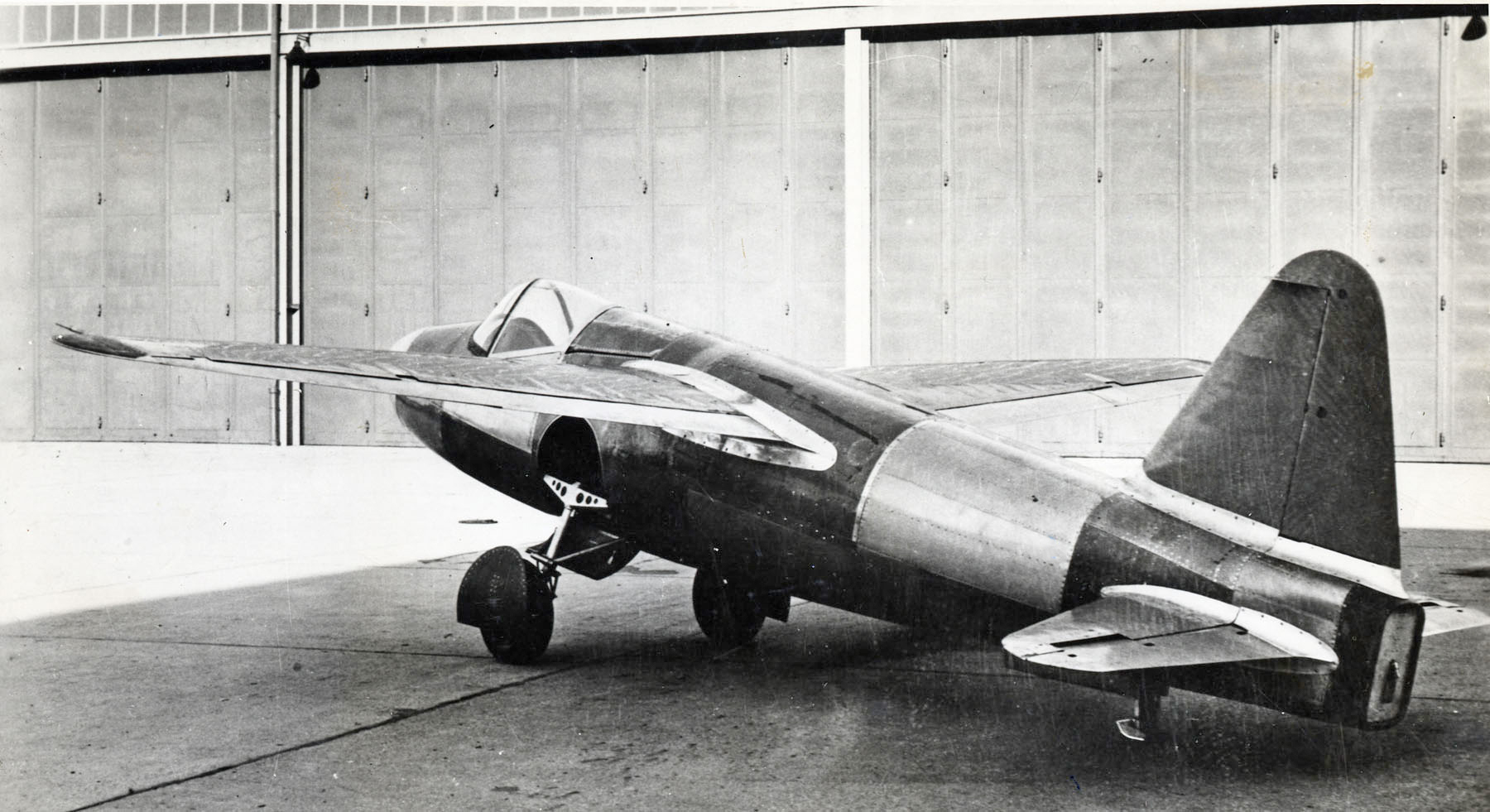
Heinkel He 178

Básicamente el diseño de HeS 3 era simplemente una mejora del original HeS 1, reconvertido para quemar combustible líquido en lugar de hidrógeno gaseoso, ya que este no es práctico para el empleo en aviación.  Hans von Ohain también estaba descontento con el gran diámetro externo del HeS 1, y volvió a reorganizar el diseño del nuevo motor para permitir que las partes se "pliegan" en un diseño más compacto.
EL primer diseño el HeS 3A fue muy similar al HeS 1, utilizando un compresor centrífugo de 16 álabes ayudado por un impulsor de 8 álabes para suavizar el flujo de aire de admisión. El aire comprimido fluía a una cámara de combustión anular dispuesta entre el compresor y la turbina. Que se separaron mucho más que en el HeS 1 para permitir que esta disposición. El primer ensayo en banco de prueba fue en torno a marzo de 1938, pero el compresor resultó insuficiente y se produjo mala combustión. En septiembre de 1938, Max Hahn, el mecánico que construyó los primeros prototipos de von Ohain, propuso un nuevo quemador utilizando el área no utilizada delante del compresor centrífugo, a fin de mantener la forma compacta del prototipo anterior, pero con una longitud de la cámara de combustión suficiente para permitir la vaporización del combustible sin pérdida excesiva de presión total.
La primera versión, el HeS 3A, listo a principios de 1939 no cumplió con las expectativas. Con un compresor radial de tamaño reducido para cumplir con las dimensiones totales, no fue capaz de generar el empuje necesario (entre 4,4 y 4,9 kN) al quedarse en 3,5 kN. Se probó en vuelo como motor auxiliar instalado en un Heinkel He 118, pero después de unos pocos vuelos de prueba se quemó la turbina. Por esto la aerodinámica del difusor del compresor centrífugo y estátores de la turbina fue profundamente revisada para la segunda versión (HeS 3B), terminado en la primavera de 1939. A principios de agosto de 1939, la nueva versión alcanzó el nivel de empuje.
Un rediseño comenzó como el HeS 3B, que pone fin a la "doblada" acuerdo y volvió a simples cajas de llama para la combustión. Con el fin de mantener las dimensiones pequeñas, la mayor parte de las cámaras se dispusieron en frente del motor, el aire comprimido que fluye primero hacia adelante en las cámaras, y luego hacia atrás a la turbina. Aunque no es tan compacto como el diseño original, el 3B era mucho más simple. Diseñado para funcionar con gasolina, el flujo de combustible se precalienta mediante dando una vuelta por el rodamiento trasero. El motor se completó a principios de 1939, y fue probado en vuelo en uno de los prototipos sobrantes del bombardero en picado Heinkel He 118. Las pruebas de vuelo se llevaron a cabo en extremo secreto, el despegue y el aterrizaje se realizaban con la hélice, y sólo volaba en la mañana temprano antes de los demás trabajadores llegaran. Las pruebas terminaron sin tropiezos, pero el motor con el tiempo agotado su turbina.
Un segundo motor se terminó justo después de la finalización de la estructura de avión He 178, por lo que se decidió pasar directamente a las pruebas de vuelo completo. El 24 de agosto durante las pruebas de taxi de alta velocidad se realizó un salto corto. Y el 27 de agosto de 1939, a los mandos del piloto de pruebas de la Heinkel Erich Warsitz (quien dos meses antes había volado en el primer avión con motores de cohetes el Heinkel He 176), despegó el primer avión propulsado por un turborreactor. Las pruebas continuaron, y el 1 de noviembre (dos meses después de la entrada de Alemania en la Segunda Guerra Mundial) el avión realizó una demostración ante 178 miembros del Reichsluftfahrtministerium (RLM) con la esperanza de recibir financiamiento para el desarrollo de un motor más grande, pero aparentemente no logró despertar el entusiasmo.
Hans Mauch dijo más tarde a von Ohain el RLM, de hecho, estaba muy impresionado, pero le preocupa que el equipo de Heinkel no tuviera el conocimiento para llevar a cabo el desarrollo de motores. Por eso Hans Mauch y Helmut Schelp visitaron en secreto una serie de fabricantes de motores para a intentar iniciar un programa allí. Mauch abandono su cargo en 1939 dejando Schelp al mando. Schelp no estaba tan preocupado en la incapacidad del desarrollo se lleva a cabo, y de inmediato comenzó la financiación a Heinkel para producir un motor más potente, el Heinkel HeS 8.

## Tecnología
El HeS 3 sigue el esquema constructivo del anterior HeS 1 , del que difiere por un compresor de menor diámetro para mantener un diámetro aceptable y por el tipo de combustible empleado.

### Compresor
Para reducir las pérdidas en la entrada de aire y aumentar la relación de compresión, se añadió un compresor axial (inductor) de ocho álabes que precedieron a reducir el número de Mach de entrada en fase la centrífuga y, por consiguiente, la curvatura de su dieciséis álabes.

### Cámara de combustión
El principal problema al que se enfrentó von Ohain en el diseño de sus motores estaba en el diseño de la cámara de combustión. Una diferencia de las cámaras de combustión de las turbinas de gas utilizadas en la generación contemporánea de la electricidad, una aeronave combustor está sujeta a los límites estrictos de la potencia específica de la solera (es decir, la cantidad de calor generado por segundo en relación con el volumen de la cámara de combustión). La necesidad de obtener una gran cantidad de energía térmica en un espacio pequeño, del orden de 30-40 MW/(m3· bar), hizo necesario un nuevo enfoque. En el motor anterior HeS 1, el empleo de hidrógeno permitía evitar la parte relativa a la atomización y evaporación del combustible líquido. Además, el valor calorífico del hidrógeno por unidad de masa es 2,7 veces mayor que el del combustible líquido de aviación, lo que permitía obtener una cámara de combustión muy compacta y ajustar las condiciones de funcionamiento en una amplia gama de condiciones de funcionamiento.
En las pruebas de la cámara de combustión del HeS 3, el combustible líquido se coloca primero en la forma ya gaseoso, y, posteriormente, atomizado en pequeñas gotitas. Para complicar el problema se necesitaba obtener zonas donde la concentración de los reactantes (aire y combustible) se encontraba bajo en relación estequiométrica, que para el combustible líquido de aviación tiene un intervalo bastante limitado, y la introducción de cuerpos aerodinámicos para "anclar" la llama mejorar su estabilidad. Además, la temperatura de la llama que se obtiene era mucho más alta que el punto de fusión de los componentes de la cámara de combustión. Era necesario estudiar el método de dilución de la "zona primaria" (en la que la combustión debe tener lugar con una relación cercana a la estequiométrica) con el aire que no participa en la combustión, con el fin de enfriar las paredes de la cámara de combustión para prevenir la fusión. La temperatura media de los gases de escape a la salida de la cámara de combustión de diseño se fijó en 970 K (697 °C).
El resultado fue alargar la cámara de combustión que, gracias a la intuición de Max Hahn, para mantener la compacidad del motor se pliega hacia delante, en el espacio delante del compresor centrífugo. La cámara de combustión de tipo anular se compone de varios tabiques que dirigen los diversos flujos de aire en las zonas de combustión respectivas o de refrigeración y la mezcla de productos de combustión. Los vapores de los dieciséis quemadores de combustible eran calentados por la llama. Las paredes y los tabiques de la cámara de combustión, así como los tubos de vaporización obtenidos por fresado, fueron construidos en una aleación de acero resistente a las altas temperaturas con gran contenido en níquel, tinidur. Para asegurar condiciones homogéneas en la cámara de combustión, las líneas de suministro del combustible se diseñaron para poner todos los quemadores a la misma distancia de la bomba de alimentación.

## HeS 6
De inmediato se inició el trabajo de una versión más grande, el HeS 6. Y se puso a prueba en un Heinkel He 111 a finales de 1939. Aunque el motor tuvo éxito, especialmente en términos de una ampliamente mejorada economía de combustible, desarrollaba un empuje de 5.4 kN a 13 300 rpm, con el mismo consumo específico del HeS 3, la integración con la célula del He 178 era difícil debido a la interferencia con el tren de aterrizaje. El rendimiento del avión modificado se consideró insatisfactorio y el desarrollo del He 178 y su motor se abandonaron.

## Especificaciones
HeS 3B:
Dimensiones: 1,48 m de largo, 0,93 m de diámetro
Peso: 360 kg
Empuje: 450 kgf (4,4 kN ) a 13 000 rpm y 800 km/h
Relación de compresión : 2,8:1
Consumo específico de combustible : 18,0 l / (kg · h)
HeS 6:
Peso: 420 kg
Empuje: 550 kgf (5,4 kN) a 13 300 rpm y 800 km/h
Consumo específico de combustible : 13,4 l / (kg · h)

### En inglés
- Edward W. Contant, The Origins of the Turbojet Revolution. Baltimore 1980
- Antony L. Kay, German Jet Engine and Gas Turbine Development 1930-1945, Airlife Books, Shrewsbury 2002
- John Golley Whittle, The True Story. Shrewsbury 1987
- Lutz Warsitz: THE FIRST JET PILOT - The Story of German Test Pilot Erich Warsitz, Pen and Sword Books Ltd., England, 2009, ISBN 978-1-84415-818-8,

### En alemán
- DGLR (Hg.), 50 Jahre Turboflug, dos ediciones, Bonn 1989 y 1992
- Kyrill von Gersdorff u.a. ,Flugmotoren und Strahltriebwerke (=Die deutsche Luftfahrt 2) Bonn 1995

- Datos: Q450482
- Multimedia: Heinkel HeS 3 / Q450482